# Грабки
Грабки́ — село в Україні, у Магдалинівській селищній громаді Самарівського району Дніпропетровської області. Населення за переписом 2001 року становить 47 осіб.

## Географія
Село Грабки знаходиться за 2 км від правого берега річки Кільчень, на відстані 1,5 км від села Жданівка. Поруч із селом протікає пересихаючий струмок з загатою.